# Witteman-Lewis XNBL-1

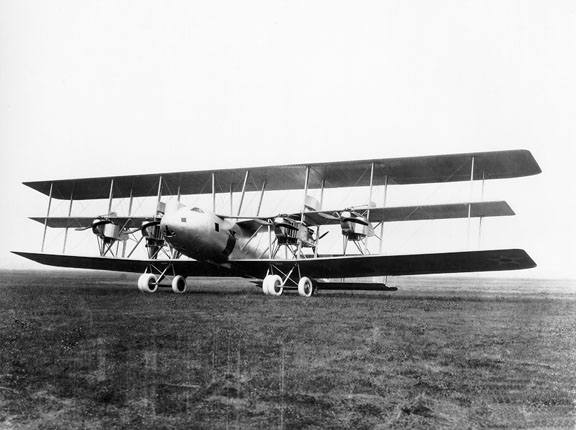
AS 64215, XNBL-1 Barling Bomber.

Il Witteman-Lewis XNBL-1 Barling Bomber (Bombardiere Barling) fu un bombardiere pesante sperimentale a lungo raggio, costruito per lo United States Army Air Service nei primi anni venti. Anche se fu un fallimento come bombardiere, esso fu uno dei primi tentativi di creare un bombardiere strategico.

## Storia del progetto
Lo XNBL-1 (Experimental Night Bomber, Long Range, bombardiere sperimentale notturno a lungo raggio) venne disegnato da Walter Barling, che aveva precedentemente progettato, con un concetto simile, anche il Tarrant Tabor, distrutto in un incidente fatale durante il suo primo volo nel 1919. Come il Tabor, il Barling Bomber era un triplano a sei motori con una fusoliera a forma di sigaro. A differenza del suo predecessore, lo XNBL-1 aveva un equipaggio di sette uomini, con tutti i motori montati allo stesso livello della fusoliera. Il carrello d'atterraggio era provvisto di 10 ruote, incluse due montate sul muso dell'aereo per prevenire un cappottamenti in avanti. I componenti dell'aereo vennero montati insieme per iniziare le prove di volo al Campo di volo Wilbur Wright. Il costo del progetto XNBL-1 fu di 525 000 dollari, senza contare i 700 000 dollari per l'hangar del triplano.
Anche se capace di trasportare un carico di 5 000 libbre (2 300 kg) di bombe, le prestazioni furono deludenti. La struttura eccessivamente complessa delle tre ali e dei montanti creò delle interferenze che i sei motori compensavano a malapena. Un bombardiere XNBL-1 a pieno carico aveva un raggio di sole 170 miglia (270 km) con una velocità massima di 55 miglia orarie (96 km/h). In contrasto, il bombardiere a "corto raggio" Martin NBS-1 ha un raggio di circa 450 miglia (725 km) e può portare un carico di 2 000 lb (900 kg) alla stessa velocità. In un viaggio da Dayton, Ohio a Washington, il Barling Bomber non riuscì a sorvolare i Monti Appalachi e dovette aggirarli.
Anche se il XNBL-1 non venne mai messo in produzione, aveva delle caratteristiche avanzate come i componenti della fusoliera in alluminio, un carrello multi-ruota regolabile, compartimenti separati per l'equipaggio, strumenti elettrici e avanzati controlli per il motore. Una particolarità era l'incidenza della coda che poteva essere regolata in volo usando una leva nella cabina di pilotaggio. Lo XNBL-1 fu il più grande aereo negli Stati Uniti fino all'arrivo del Boeing XB-15 nel 1935.
Frequentemente chiamato "Mitchell's Folly" (Follia di Mitchell) (dal nome del generale di brigata William "Billy" Mitchell che aveva difeso il progetto), nel decennio successivo l'aereo venne dissemblato dal personale dell'Air Service e ricoverato al Campo d'aviazione Wright. Dopo aver giaciuto in stato di abbandono per anni, il Barling venne "surrettiziamente distrutto nel 1928 per ordine del generale H.H. Arnold in modo che non ci sarebbe stato nessuno clamore pubblico per lo spreco di più di un milione di dollari da parte dei contribuenti." 

### Pubblicazioni
- (EN) Earl H., Jr. Tilford, The Barling Bomber., in Aerospace Historian, giugno 1979.